# Huanghe (socken i Kina, Shandong)
Huanghe (kinesiska: 黄河乡, 黄河) är en socken i Kina. Den ligger i provinsen Shandong, i den östra delen av landet, omkring 45 kilometer nordost om provinshuvudstaden Jinan. Antalet invånare är 50 237. Befolkningen består av 25 131 kvinnor och 25 106 män. Barn under 15 år utgör 17,0 %, vuxna 15-64 år 71 %, och äldre över 65 år 11,0 %.
Genomsnittlig årsnederbörd är 841 millimeter. Den regnigaste månaden är juli, med i genomsnitt 315 mm nederbörd, och den torraste är januari, med 6 mm nederbörd.